# Kiss Sixth Sense
Kiss Sixth Sense (koreanischer Originaltitel: 키스 식스 센스; RR: Kiseu Sikseu Senseu) ist eine südkoreanische Serie, basierend auf dem gleichnamigen Webtoon von Gatnyeo. In Südkorea fand die Premiere der Serie am 25. Mai 2022 als Original durch Disney+ via Star statt. Im deutschsprachigen Raum erfolgte die Erstveröffentlichung der Serie am 30. November 2022 durch Disney+ via Star.

## Handlung
Seit ihrer Kindheit besitzt Hong Ye-sool eine besondere Gabe. Sobald jemand ihre Lippen berührt, erhascht Ye-sool einen Blick in die Zukunft dieser Person. Jedoch weiß sie nie, wann das Gesehene eintreten wird. Ye-sool ist Account Executive im Planning Team 1 von Zeu.Ad und steht vor einer Beförderung. Sie genießt ihre Arbeit, könnte aber liebend gern auf ihren hundsgemeinen Teamchef Cha Min-hoo verzichten. Als sich jedoch eines Tages versehentlich die Lippen beider berühren, sieht sich Ye-sool in der Zukunft mit Min-hoo intim. Von dieser Zukunftsvision sichtlich geschockt und verunsichert, hadert Ye-sool fortan mit ihrer eigenen Zukunft. Und dann taucht auch noch ihr Ex-Freund Lee Pil-yo in der Firma auf, um mit ihr gemeinsam an einem neuen Projekt zu arbeiten. Pil-yo versucht nebenbei das Herz von Ye-sool zurückzugewinnen und bittet sie um mehrere Dates. Doch Ye-sool plagen im Moment ganz andere Sorgen und Probleme. Sie muss sich mehr denn je mit ihrer persönlichen Zukunft auseinandersetzten und Entscheidungen in allen Richtungen fällen.

## Besetzung und Synchronisation
Die deutschsprachige Synchronisation entstand nach den Dialogbüchern von Stefan Wellner, Saskia Stephan, Tobias Göttfert, Andrea Pichlmaier und Andrea Solter sowie unter der Dialogregie von Sebastian Schulz und Stefan Wellner durch die Synchronfirma Lavendelfilm in Potsdam.

### Hauptdarsteller
| Rolle        | Schauspieler  | Synchronsprecher   |
| ------------ | ------------- | ------------------ |
| Hong Ye-sool | Seo Ji-hye    | Jenny Maria Meyer  |
| Cha Min-hoo  | Yoon Kye-sang | Sebastian Schulz   |
| Lee Pil-yo   | Kim Ji-suk    | Sebastian Kluckert |

### Nebendarsteller
| Rolle           | Schauspieler   | Synchronsprecher  |
| --------------- | -------------- | ----------------- |
| Jang Eom-ji     | Hwang Bo-ra    | Damineh Hojat     |
| Yeom Kyung-seok | Yoo Jung-ho    | Fabian Heinrich   |
| Oh Ji-yeong     | Lee Joo-yeon   | Runa Aléon        |
| Oh Seung-taek   | Tae In-ho      | Sebastian Fitzner |
| Kim Ro-ma       | Yoon Jung-hoon | David Kunze       |
| Ban Ho-woo      | Kim Ga-eun     | Jennifer Bischof  |
| Kim Min-hee     | Kim Mi-soo     | Isabella Vinet    |
| Kang Sang-goo   | Kim Ki-doo     | Florian Clyde     |
| Jo Sun-hee      | Kim Jae-hwa    | Christina Wöllner |
| Arzt            | Moon Hak-jin   | Jan Makino        |
| Kim Sa-ra       | Kim Hee-jung   | Heike Beeck       |
| Kim Hae-jin     | Uhm Hyo-sup    | Matthias Klages   |
| Oh Kyung-soo    | Lee Han-wi     | Tim Moeseritz     |
| Cheol-yong      | Kim Kwang-sik  | Sebastian Borucki |

### Gastdarsteller
| Rolle                      | Schauspieler    | Synchronsprecher   |
| -------------------------- | --------------- | ------------------ |
| Barista Lee Do-joon        | Yeo Hoe-hyun    | Nicolas Rathod     |
| Obdachloser                | Lee Seung-cheol | Valentin Stilu     |
| Director von Billy Bed Co. | Jeon Jin-ki     | Armin Schlagwein   |
| A.D. Kim Yoon-soo          | Kim Min-joong   | Dennis Herrmann    |
| Task leader                | Park Jeong-pyo  | Nick Forsberg      |
| Eun-jung                   | Baek Seung-hee  | Nadine Heidenreich |
| Cha Min-hoo (jung)         | Moon Woo-jin    | Nikolas Remmert    |

## Episodenliste
| Nr. | Deutscher Titel | Originaltitel | Erstveröffentlichung (Südkorea) | Deutschsprachige Erstveröffentlichung (D/A/CH) |
| --- | --------------- | ------------- | ------------------------------- | ---------------------------------------------- |
| 1   | Episode 1       | 제 1화        | 25. Mai 2022                    | 30. Nov. 2022                                  |
| 2   | Episode 2       | 제 2화        | 25. Mai 2022                    | 30. Nov. 2022                                  |
| 3   | Episode 3       | 제 3화        | 1. Juni 2022                    | 30. Nov. 2022                                  |
| 4   | Episode 4       | 제 4화        | 1. Juni 2022                    | 30. Nov. 2022                                  |
| 5   | Episode 5       | 제 5화        | 8. Juni 2022                    | 30. Nov. 2022                                  |
| 6   | Episode 6       | 제 6화        | 8. Juni 2022                    | 30. Nov. 2022                                  |
| 7   | Episode 7       | 제 7화        | 15. Juni 2022                   | 30. Nov. 2022                                  |
| 8   | Episode 8       | 제 8화        | 15. Juni 2022                   | 30. Nov. 2022                                  |
| 9   | Episode 9       | 제 9화        | 22. Juni 2022                   | 30. Nov. 2022                                  |
| 10  | Episode 10      | 제 10화       | 22. Juni 2022                   | 30. Nov. 2022                                  |
| 11  | Episode 11      | 제 11화       | 29. Juni 2022                   | 30. Nov. 2022                                  |
| 12  | Episode 12      | 제 12화       | 29. Juni 2022                   | 30. Nov. 2022                                  |